# Leonard Coldwell
Leonard Coldwell, ehemals Bernd Klein (* 1958 in Deutschland), ist ein US-amerikanischer Geschäftsmann deutscher Herkunft für Esoterikartikel, Autor, Hochstapler, Verschwörungstheoretiker und vermeintlicher Wunderheiler.

## Leben
Coldwell behauptet, mit Gottes Hilfe im Alter von 12 Jahren seine an Krebs, Leberzirrhose und Hepatitis C im Endstadium erkrankte Mutter geheilt zu haben, obwohl sie laut Ärzten nur noch eine Lebenserwartung von sechs Monaten gehabt habe.
Coldwell arbeitete in Deutschland als Motivationstrainer und Autor, zudem war er Aktionär und Aufsichtsrat der Effectiv Systems AG. Später emigrierte er in die USA. Er gibt an, der Gründer einer American Cancer Patient Advocate Foundation und für ein American Anti-Cancer Institute tätig zu sein. Zusammen mit dem Unternehmer Peter Wink entwickelte er die pseudowissenschaftliche Behandlungsmethode Instinct Based Medicine System (IBMS, „Instinktbasierte Medizin“), die er als kostenpflichtiges Abonnement vertreibt. Außerdem bildet er gegen hohe Kosten IBMS-Trainer aus.
Im Jahre 2009 gründete Coldwell in den USA eine Kirche, die Church Of Inner Healing LLC. Diese wurde später aufgelöst. Die Gründung einer Kirche geht in den USA mit einer Steuerbefreiung einher (Scheinkirche). Zudem können auf diese Weise „pseudomedizinische Handlungen“ offiziell als zeremonielle Handlungen bezeichnet werden.
Coldwell ist kein Arzt und auch nicht promoviert. Laut einem Urteil des Landgerichts Bielefeld ist Doktor Coldwell lediglich der Künstlername von Bernd Klein. Nach eigenen Angaben hat er hingegen 1998 im Fauquier County (USA) seinen Namen legal geändert.

## Behandlungsmethoden
Mit seiner als Instinct Based Medicine System bezeichneten Methode soll er bis 2015 bei der Behandlung von über 35.000 Krebspatienten eine Heilungserfolgsquote von 92,3 Prozent gehabt haben, heißt es in der Werbung für eine seiner Veranstaltungen in Deutschland. Seriöse Belege für diese Behauptungen gibt es nicht.
Coldwell bewirbt das Miracle Mineral Supplement (MMS), ein Mittel, das zur Heilung von Krebs, AIDS, Alzheimer oder Tuberkulose dienen soll. MMS wurde für diese medizinischen Anwendungen ursprünglich von Jim Humble beworben. Vor der Anwendung müssen die Inhalte von zwei Flaschen vermischt werden, wodurch Chlordioxid (auch als Textilbleichmittel eingesetzt) entsteht. Die Chemikalien wirken ätzend, was als Folge Erbrechen bis zu schweren Nierenfunktionsstörungen nach sich ziehen kann. Ende Februar 2015 stufte das Bundesinstitut für Arzneimittel und Medizinprodukte zwei MMS-Produkte als zulassungspflichtig und bedenklich ein und warnte vor deren Einnahme.

## Angebliche Qualifikationen
Coldwell kann seine angeblichen Qualifikationen nicht nachweisen. Er beansprucht den akademischen Grad „Doktor“ sowie den Titel „Professor“ für sich und gibt an, akademische Abschlüsse zu besitzen. Seine angeblich fünf Doktorgrade darf er in Deutschland jedoch nicht führen. Diese vermeintlichen Titel stammen aus Titelmühlen. Unter anderem behauptete er in seinen Schriften, ein abgeschlossenes Psychologiestudium sowie eine langjährige therapeutische Arbeit an seriösen Kliniken zu haben. Nachweise hierfür bleibt er schuldig.
Coldwell kann weder ein Medizinstudium noch eine Approbation oder eine Promotion nachweisen. Seine Befähigung zur Ausübung der Heilkunde ist ebenfalls nicht belegt. Die Hessische Allgemeine schreibt, er sei „kein Arzt und nicht heilkundlich qualifiziert“. Der Deutsche Konsumentenbund mahnte die Veranstalter der Messe Spirit of Health ab, weil sie mit der Teilnahme von Personen mit falschen Doktortiteln, darunter auch Coldwell, warb.

## Verschwörungstheorien
Coldwell vertritt Thesen der verschwörungstheoretischen und teilweise rechtsextremistischen Reichsbürgerbewegung. Er riet bei Facebook dazu, eine Staatsangehörigkeit des „Königreichs Bayern oder Sachsen usw.“ zu erwerben. Vor Gericht sei es wichtig, dass man sich nie hinsetze, da in der Bundesrepublik „nur See- und Handelsrecht“ gelte. Er argumentiert: „Der Richter ist Kapitän des Schiffes, was Sie nicht betreten sollten. Bleiben Sie bei Gericht auf dem Land, wo die Zeugen sitzen, und setzen sich niemals hin.“
Coldwell solidarisierte sich auch mit Adrian Ursache, einem inhaftierten „Reichsbürger“, der im August 2016 einen Polizisten angeschossen hatte, als sein Haus zwangsgeräumt werden sollte.
Coldwell verbreitet unter anderem Verschwörungstheorien über Chemtrails und warnt vor Impfungen, die Krankheiten in Wahrheit auslösen würden, statt sie zu verhindern. Außerdem vertritt er antisemitische Verschwörungstheorien, die sich gegen zionistische Juden richten. Unter anderem Michael Wendler verbreitete Coldwells Behauptung weiter, dass der größte Teil der gegen COVID-19 geimpften Menschen im September 2021 sterben werde. Ende Oktober 2021 erklärte Coldwell, bei den Corona-Impfstoffen handle es sich um eine Mischung aus Krebszellen, Leichenteilen und Spinneneiern, mit denen Außerirdische die Menschheit ausrotten wollten.

## Rezeption
Hansjörg Hemminger beschrieb und beurteilte ein Mitarbeiter-Coaching von Coldwell 1999 in Stuttgart wie folgt:
„Coldwell verstand es mit bekannten suggestiven Mitteln, unter Ausnutzung gruppendynamischer Abläufe in seinen Auditorien eine euphorische Stimmung zu schaffen und im Rahmen dieser Atmosphäre sein Menschen- und Weltbild plausibel zu machen. Eine kritische Analyse solcher Gruppeneuphorien erübrigt sich, sie ist fachlich hinlänglich bekannt. […] Tragfähige Motivationen und Energien werden durch einen inneren Ordnungs- und Heilungsprozess autonom freigesetzt, der in aller Regel längere Zeit beansprucht. In Wirklichkeit zieht der sich vor dem Publikum darstellende Meister während eines solchen Auftritts lediglich positive Projektionen auf sich und wird so in der Wahrnehmung der begeisterten Zuhörerinnen und Zuhörer zu einem Ideal-Ich, dem man (da es nicht real ist, meist vergeblich) nachzueifern sucht. Erfahrungsgemäß profitieren Unternehmen auf Dauer nicht von solchen kurzzeitigen Euphorieerlebnissen ihres Personals.“

## Publikationen
Coldwell / Klein ist Autor von mindestens 19 Büchern und CDs.
- Die unbegrenzte Kraft des Unterbewußtseins. Hugendubel-Verlag, München 1994, 2. Auflage, ISBN 3-880-34758-1.
- Mit Gesundheit zum Erfolg. Gabler Verlag, Wiesbaden 1996, ISBN 3-322-94393-3
- Power für Verkaufs-Champions: Wie Sie jede Hürde selbstbewußt meistern. Gabler Verlag, Wiesbaden 1998, ISBN 3-663-05873-5
- Instinct Based Medicine How To Survive Your Illness and Your Doctor. Strategic Book Publishing 2008, ISBN 1-934925-56-X
- The Only Answer to Cancer. 21C Publishers 2009, ISBN 0-9824428-7-4
- The Only Answer to Stress, Anxiety and Depression. 21st Century Press 2010, ISBN 0-9827616-0-0
- The Only Answer to Tyranny. Liberty House Publishers 2010, ISBN 0-9827616-8-6
- The Only Answer to Surviving Your Illness and Your Doctor. 21C Publishers 2011, ISBN 0-9838359-0-X
- The Only Answer to Becoming a Sales Champion! 2011 ISBN 0-9827616-7-8
- The Only Answer to Success: You Were Born to be a Champion. 21st Century Press 2012, ISBN 0-9824428-6-6
- Mit Jürgen Kettner: Korallen Kalzium – Das Gold von Okinawa. Jim Humble Verlag, ISBN 978-9-088-79134-5.